# Oscar du public
 (mars 2022).
La mise en forme du texte ne suit pas les recommandations de Wikipédia : il faut le « wikifier ».
Les points d'amélioration suivants sont les cas les plus fréquents :
- Les titres sont pré-formatés par le logiciel. Ils ne sont ni en capitales, ni en gras.
- Le texte ne doit pas être écrit en capitales (les noms de famille non plus), ni en gras, ni en italique, ni en « petit »…
- Le gras n'est utilisé que pour surligner le titre de l'article dans l'introduction, une seule fois.
- L'italique est rarement utilisé : mots en langue étrangère, titres d'œuvres, noms de bateaux, etc.
- Les citations ne sont pas en italique mais en corps de texte normal. Elles sont entourées par des guillemets français : « et ».
- Les listes à puces sont à éviter, des paragraphes rédigés étant largement préférés. Les tableaux sont à réserver à la présentation de données structurées (résultats, etc.).
- Les appels de note de bas de page (petits chiffres en exposant, introduits par l'outil «  Source ») sont à placer entre la fin de phrase et le point final[comme ça].
- Les liens internes (vers d'autres articles de Wikipédia) sont à choisir avec parcimonie. Créez des liens vers des articles approfondissant le sujet. Les termes génériques sans rapport avec le sujet sont à éviter, ainsi que les répétitions de liens vers un même terme.
- Les liens externes sont à placer uniquement dans une section « Liens externes », à la fin de l'article. Ces liens sont à choisir avec parcimonie suivant les règles définies. Si un lien sert de source à l'article, son insertion dans le texte est à faire par les notes de bas de page.
- La présentation des références doit suivre les conventions bibliographiques. Il est recommandé d'utiliser les modèles {{Ouvrage}}, {{Chapitre}}, {{Article}}, {{Lien web}} et/ou {{Bibliographie}}. Le mode d'édition visuel peut mettre en forme automatiquement les références.
- Insérer une infobox (cadre d'informations à droite) n'est pas obligatoire pour parachever la mise en page.

Pour une aide détaillée, merci de consulter Aide:Wikification.
Si vous pensez que ces points ont été résolus, vous pouvez retirer ce bandeau et améliorer la mise en forme d'un autre article.
L'Oscar du public (Oscar Fan Favorite en anglais) est une récompense cinématographique américaine décerné par l'Academy of Motion Picture Arts and Sciences (AMPASS) dans le cadre de la cérémonie annuelle des Oscars depuis 2022.

## Contexte
Considérés comme les récompenses cinématographiques les plus importantes, les Oscars connaissent plusieurs échecs, vers la fin des années 2010. Elles sont d'abord due à plusieurs polémiques notamment concernant la parité et le peu de mise en avant des minorités. Mais aussi de nombreuses baisses en termes d'audiences télévisées. Ces dernières seront renforcées avec les cérémonies 2020 et 2021 par les inégalités sociales créées par la pandémie de coronavirus qui alors sévit.
Dans le but de redynamiser l'Académie of Motion Picture Arts and Sciences qui organise chaque année l'évènement, prend la décision de créer un prix spécial avec l'Oscar du public (ou en anglais Oscar Fan Favorite) afin de permettre aux cinéphiles à travers le monde mais aussi aux spectateurs de voter pour leurs films préférés (ceux qui ne sont pas dans la sélection officielle). 
Pour voter, chaque personne doit se rendre sur le réseau social Twitter, l'un des plus influents aux États-Unis et créer une publication dans laquelle il cite le nom de n'importe quelles films sortis durant l'année écoulée suivit du #OscarFanFavorite. Il peut alors voter jusqu'à 20 fois soit pour plusieurs films soit pour le même film.

## Palmarès
- 2022 : Zack Snyder - Army of the Dead[4]
  - Lin Manuel Miranda - Tick, Tick... Boom!
  - Andrew Levitas - Minamata
  - Kay Canon - Cendrillon
  - Jon Watts - Spider-Man: No Way Home